# Talang Baru (Buay Sandang Aji)
Talang Baru is een bestuurslaag in het regentschap Ogan Komering Ulu Selatan van de provincie Zuid-Sumatra, Indonesië. Talang Baru telt 687 inwoners (volkstelling 2010).